# أدريان غارسيا كوندي
أدريان غارسيا كوندي (بالإسبانية: Adrián García Conde)‏ هو لاعب شطرنج مكسيكي، ولد في 4 مايو 1886 في Valladolid Municipality, Yucatán ‏ في المكسيك، وتوفي في 13 مايو 1943 في لندن في المملكة المتحدة.

## وصلات خارجية
- أدريان غارسيا كوندي على موقع الاتحاد الدولي للشطرنج (الإنجليزية)
- أدريان غارسيا كوندي على موقع مباريات الشطرنج (الإنجليزية)
- أدريان غارسيا كوندي على موقع 365Chess.com (الإنجليزية)